# Museo de la historia de la medicina y farmacia lituana
El Museo de la Historia de la Medicina y Farmacia Lituana (en lituano: Lietuvos medicinos ir farmacijos istorijos muziejus ) se encuentra en un edificio restaurado del siglo XVI en la plaza del ayuntamiento, en el casco antiguo de Kaunas (Lituania). Se trasladó a su ubicación actual en 1987, aunque su historia se remonta a 1936. Alfonsas Kaikaris (1922-1997), profesor de farmacia, es reconocido como el fundador del museo. Su colección personal formó la base de sus posesiones. Los farmacéuticos lituanos trabajaron para recoger más materiales también. Está patrocinado por la Universidad de Ciencias de la Salud de Lituania.
La colección permanente del museo consiste en las pertenencias de médicos, farmacéuticos y hospitales lituanos, junto con instrumentos médicos y farmacéuticos y documentos varios. Las exposiciones temporales conmemoran aniversarios prominentes de médicos y farmacéuticos locales. Las exposiciones incluyen equipo dental junto con muestras de medicamentos arcaicos como "Erektosan" (una versión a base de hierbas del Viagra), «pociones de amor», "Poción de pelo Venus", y "Caput Mortuum" (un medicamento de vitalidad masculina medieval y tratamiento de epilepsia compuesto de Cabezas de muertos)
En lugar se pueden apreciar diversas escenas de la prehistoria de la medicina y de la farmacia con stands de exhibición dispuestos con inventiva y autenticidad, presentando modelos como un «chamán» curando a un bebé, así como a una «hechicera» lituana.